# Газа (провінція, Мозамбік)
Газа (порт. Gaza) — провінція в Мозамбіку. Площа провінції дорівнює 75 709 км². Чисельність населення 1 251 323 чоловік (на 2007). Адміністративний центр провінції Газа — місто Шаї-Шаї.

## Географія
Провінція Газа знаходиться в південній частині Мозамбіку. На північ від неї розташована провінція Маніка, на схід — провінція Іньямбане, на південь — провінція Мапуту. На північному заході провінції Газа проходить державний кордон між Мозамбіком та Зімбабве, на заході — державний кордон між Мозамбіком та Південною Африкою. На південному сході Газа омивається водами Індійського океану.

## Адміністративний центр

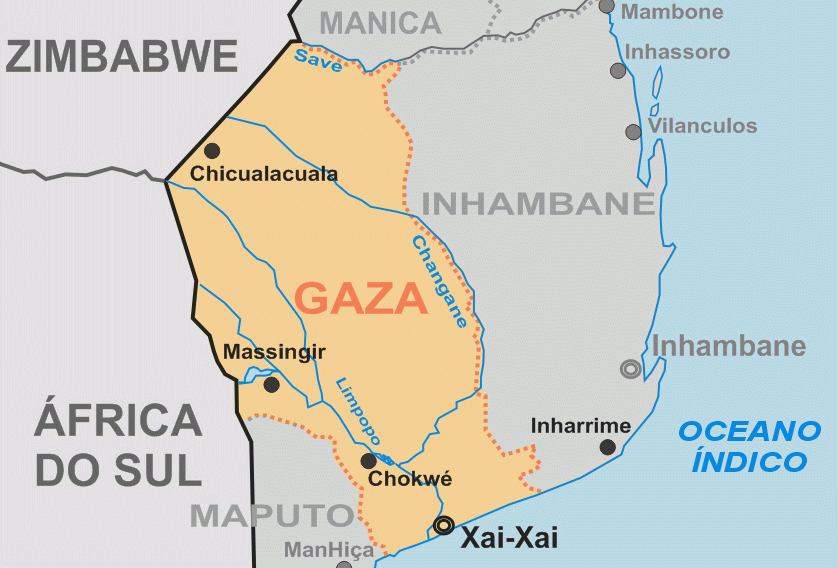
Адміністративна карта провінції Газа.

В адміністративному відношенні вона розділена на 11 дистриктів і 5 муніципалітетів:

### Дистрикт
- Bilene Macia District
- Chibuto District
- Chicualacuala District
- Chigubo District
- Chókwè District
- Guijá District
- Mabalane District
- Manjacaze District
- Massagena District
- Massingir District
- Xai-Xai District

### Муніципалітети
- Chibuto
- Chókwè
- Macia
- Manjacaze
- Шаї-Шаї

## Галерея

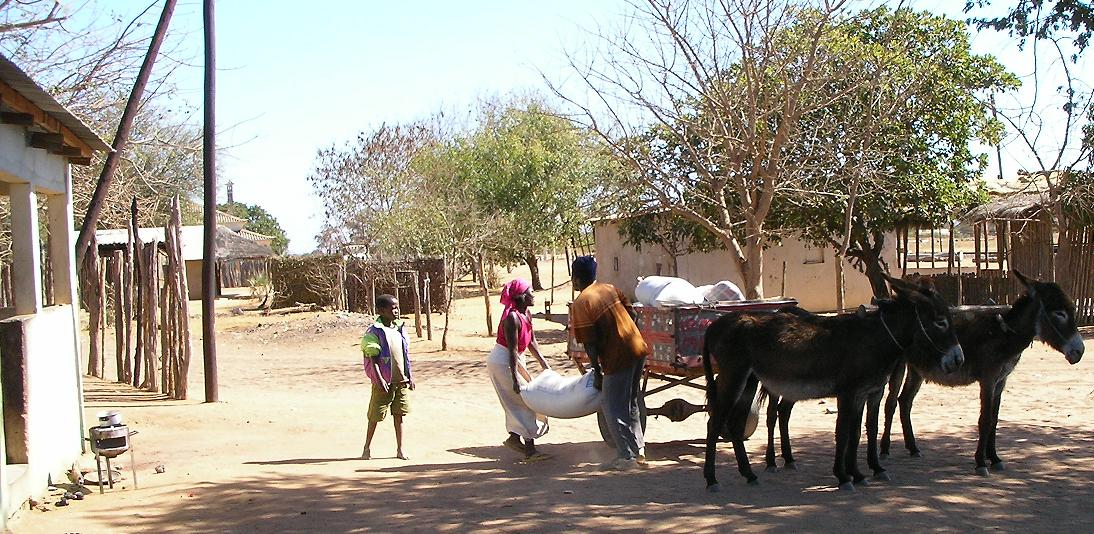
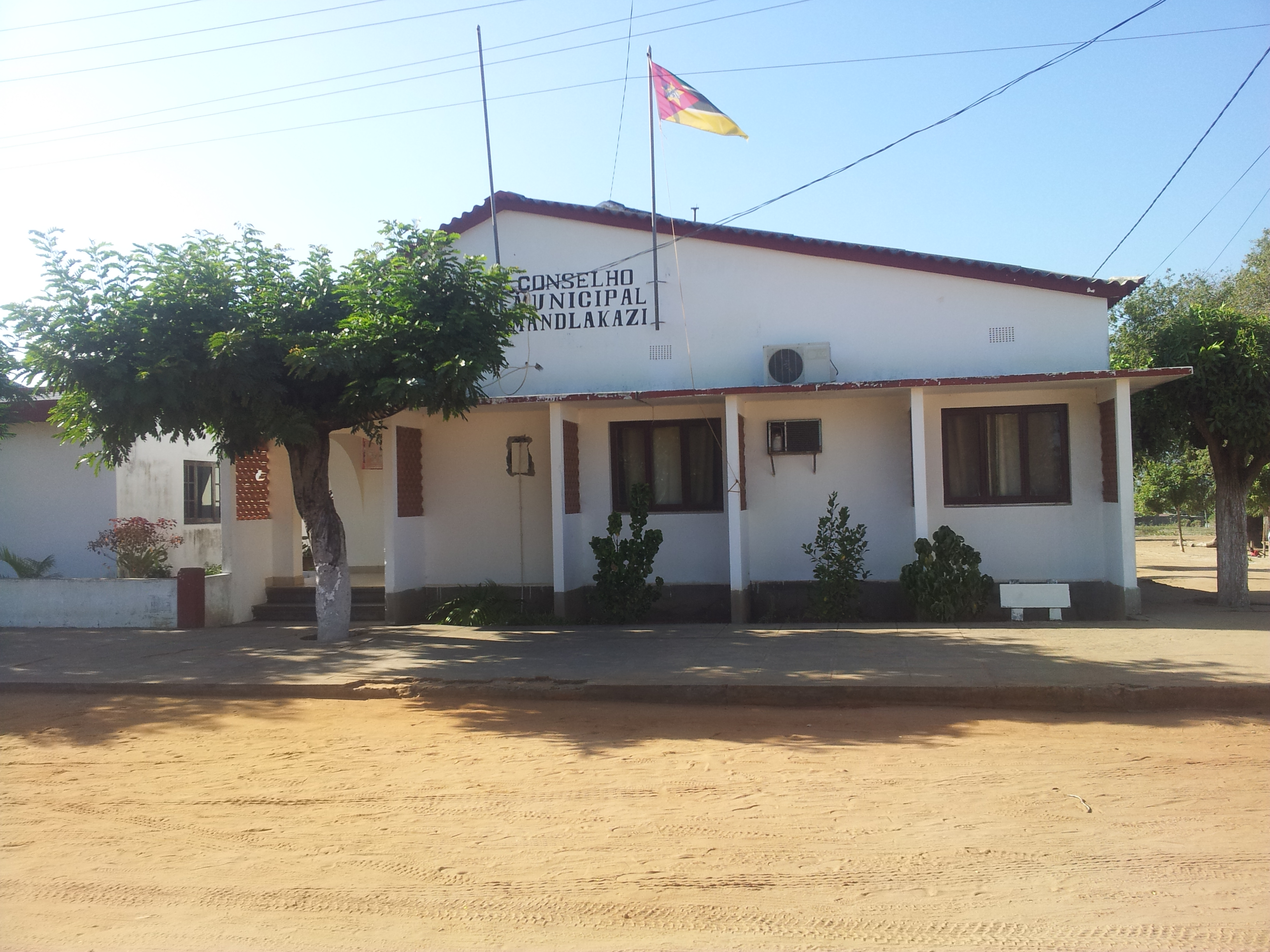
Міська рада Мандлаказі
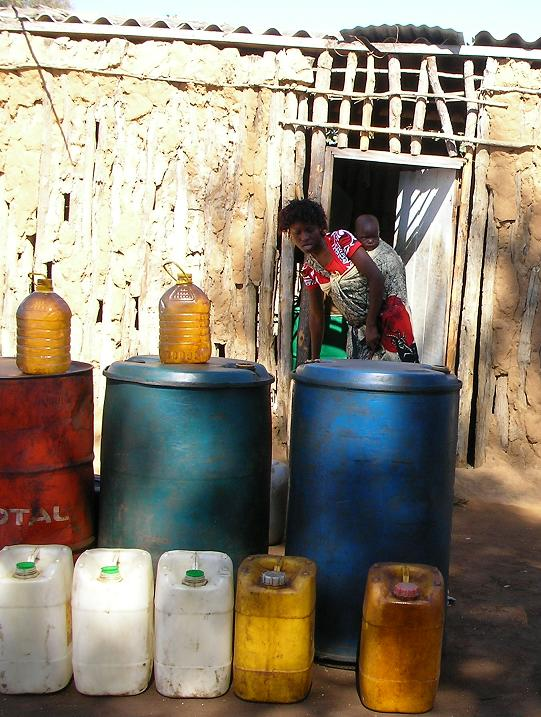
Жінка продає дизельне паливо на автомобільній заправці у Мапаї
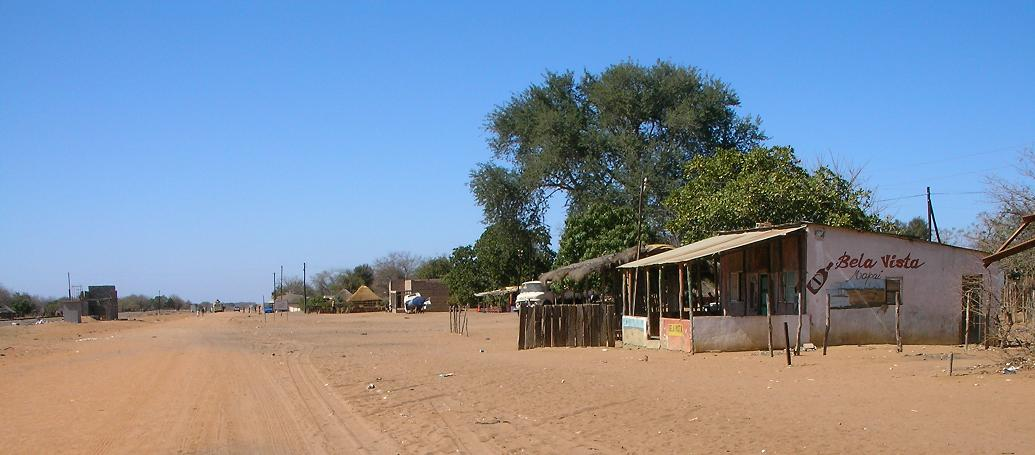
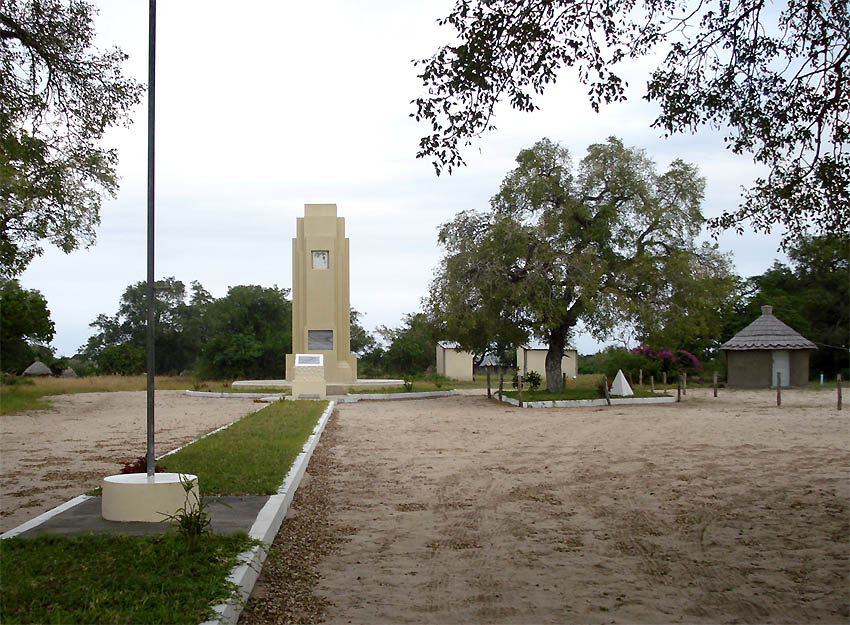
Пам’ятник імператору Нгунгутхане в Чаміте
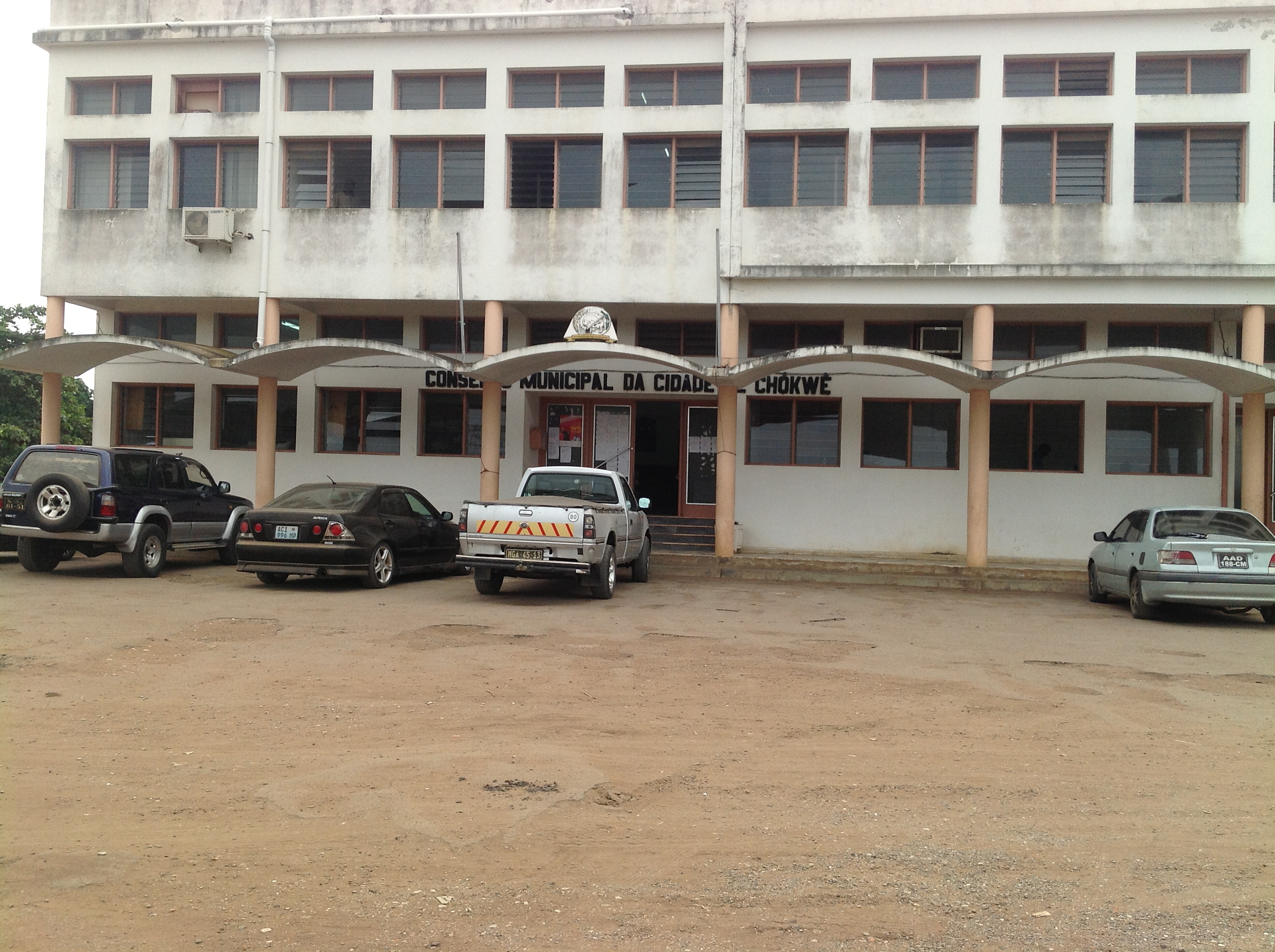
Міська рада Чокве
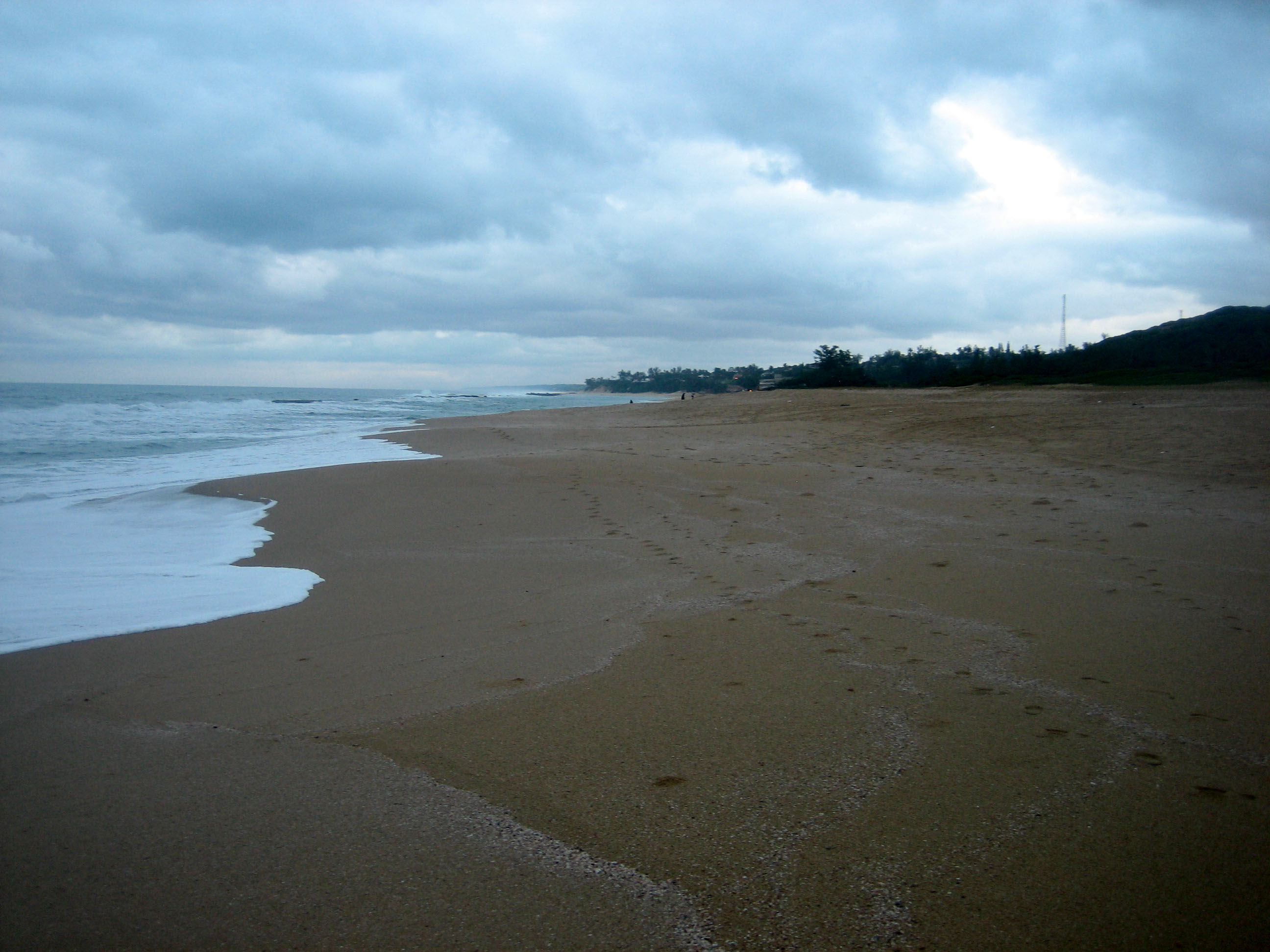
Пляж в Шаї-Шаї
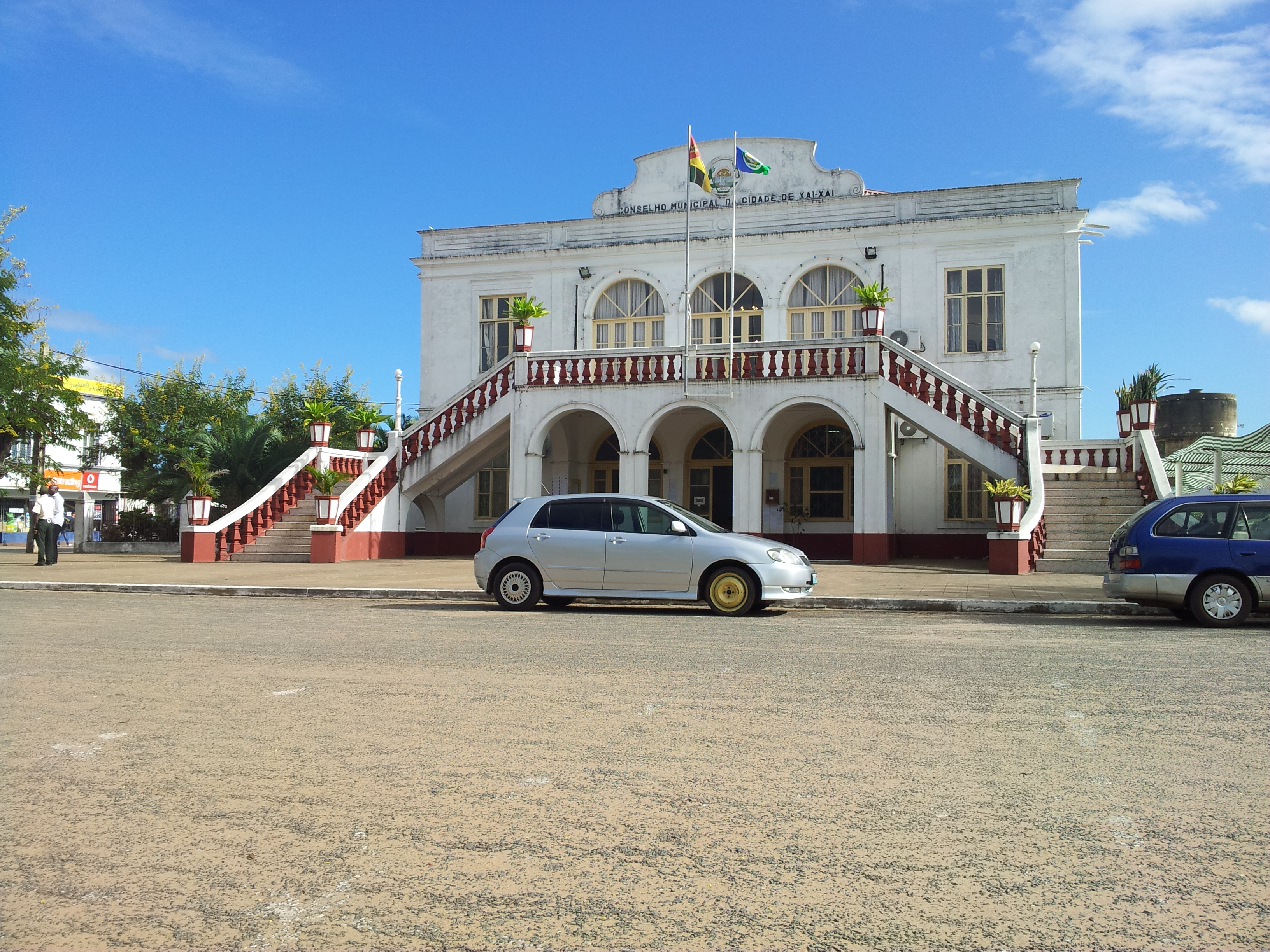
Міська рада Шаї-Шаї
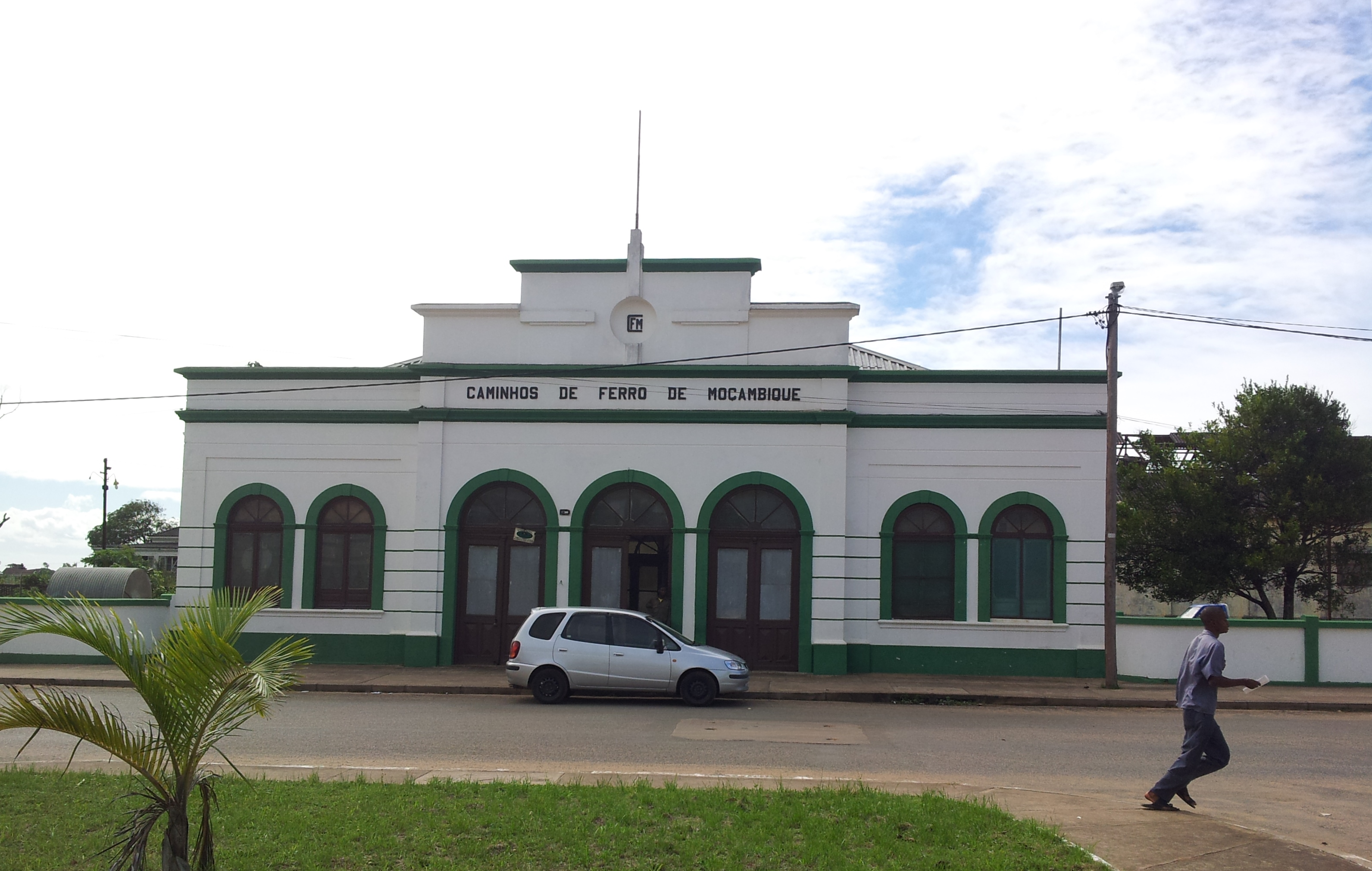
Залізничний вокзал в Шаї-Шаї
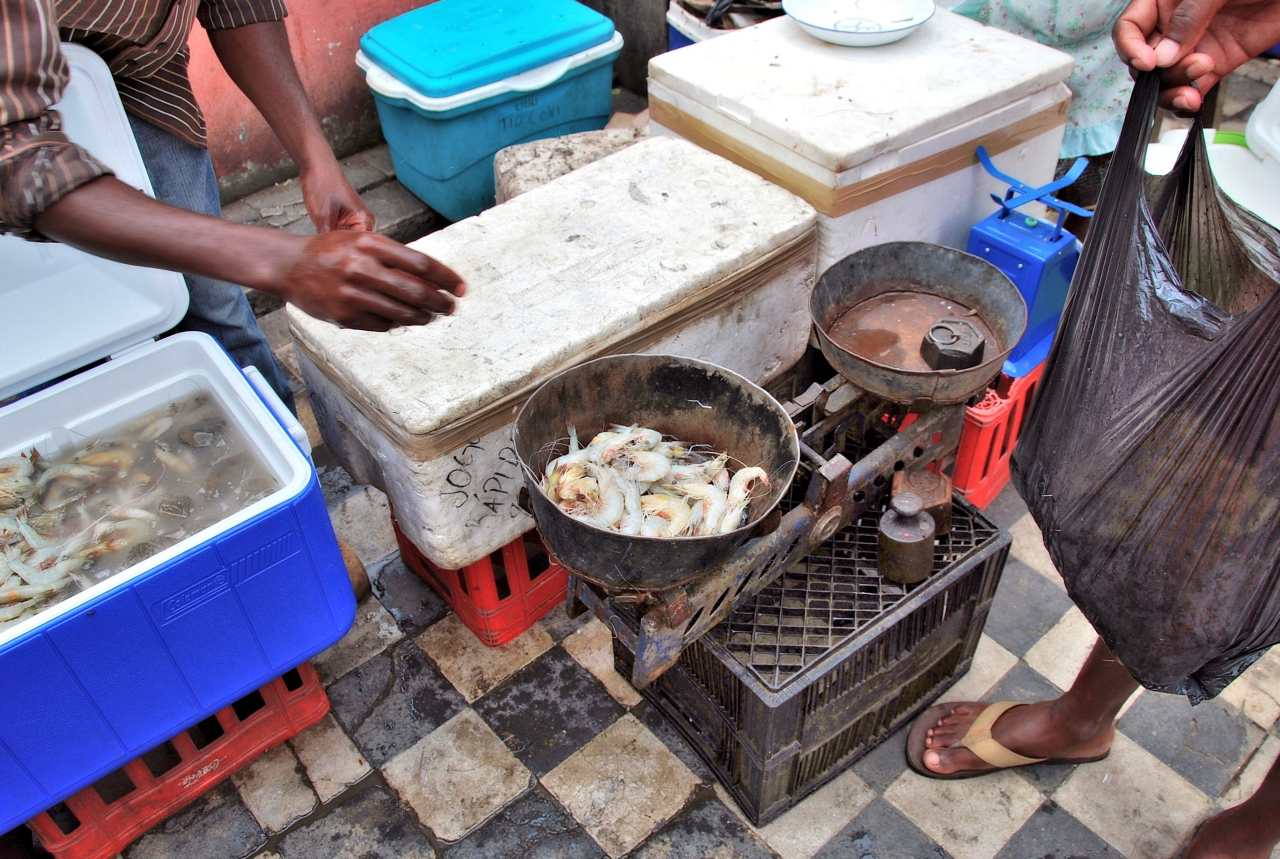
Продажа креветок на базарі в Шаї-Шаї
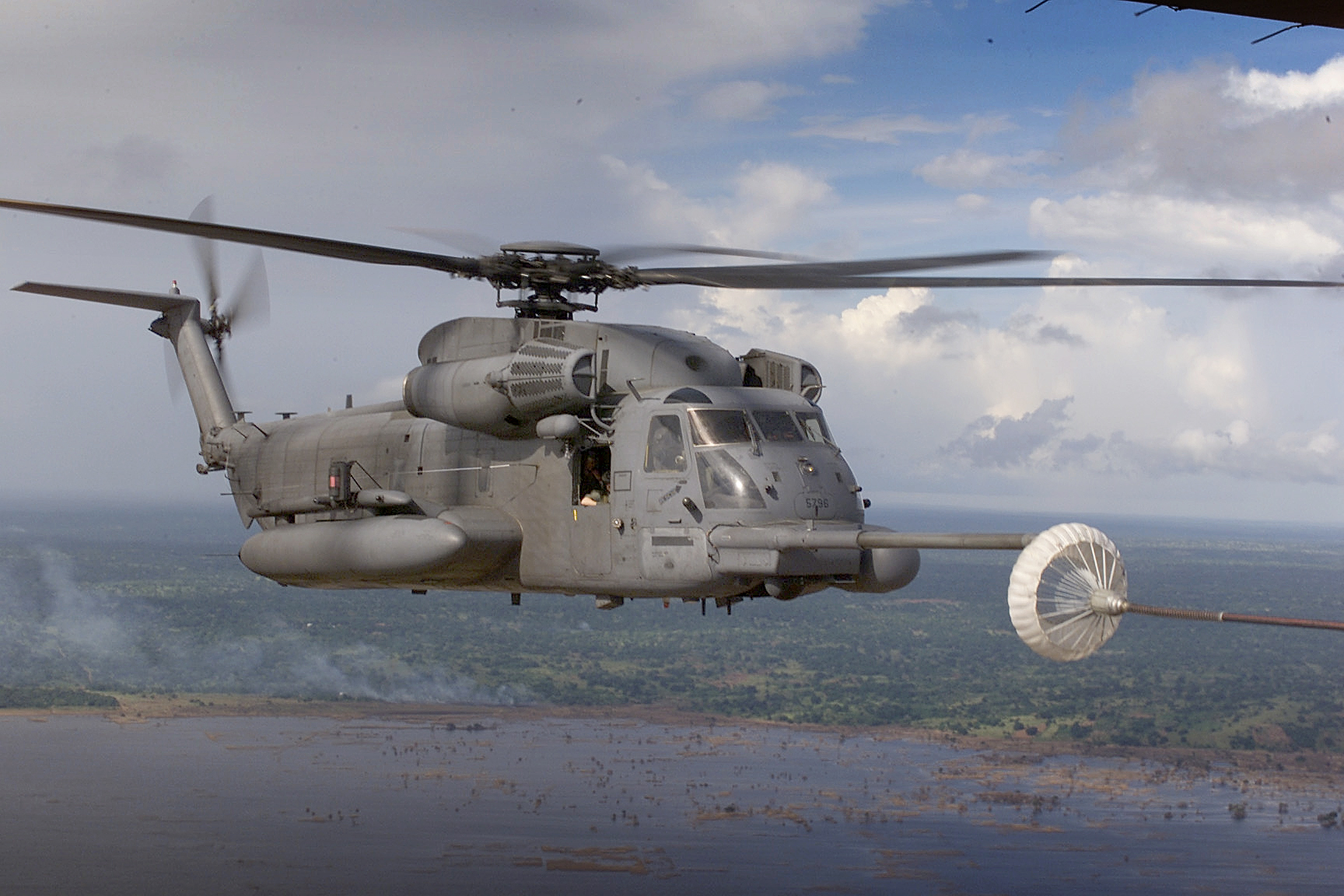
вертоліт MH-53M під час місії порятунку населення від повені